# Vương quốc Ardra
Vương quốc Ardra, còn được gọi là Vương quốc Allada, là một vương quốc nằm bờ biển Tây Phi mà ngày nay là miền nam Benin.Tên của vương quốc cũng được đặt cho thủ đô của nó, Allada trong thời hiện đại, cũng cũng là thành phố chính và cảng lớn của vương quốk.
Thành phố và vương quốc được cho là được thành lập bởi một nhóm người Aja di cư từ Tado, một khu định cư dọc theo sông Mono, vào thế kỷ 12 hoặc 13. Các vị vua của vương quốc "cai trị với sự đồng ý của các trưởng lão trong nhân dân".  Nhà nước đạt đến đỉnh cao quyền lực vào thế kỷ 16 và đầu thế kỷ 17, khi là nguồn cung cấp nô lệ quan trọng cho hoạt động buôn bán trên Đại Tây Dương. Vào giữa thế kỷ 15, thành phố Allada có dân số khoảng 30.000 người, trong khi toàn vương quốc có dân số gần 200.000 người vào thế kỷ 16.

## Tên gọi
Tên của vương quốc có các cách đánh vần khác nhau là Ardra, Ardrah, Ardres, Hardre, Arda, Arada và Arrada. Đôi khi quốc gia này cũng được biết đến với tên thủ đô ngày nay là Allada.

## Truyền thuyết về sự thành lập
Theo truyền miệng của người Fon, những người Aja định cư ở khu vực Allada ngày nay đã đến miền nam Benin vào khoảng thế kỷ 12 hoặc 13 từ Tado, trên sông Mono. Họ đã thành lập mình trong khu vực hiện tương ứng với phía nam Benin, cho đến khi khoảng năm 1600, khi ba anh em - Kokpon, Do-Aklin và Te-Agdanlin - chia rẽ quyền cai trị của khu vực với nhau: Kokpon chiếm thủ đô Great Ardra, trị vì Vương quốc Allada, trong khi anh trai của ông là Do-Aklin thành lập Abomey (nơi trở thành thủ đô của Vương quốc Dahomey) và anh trai của họ Te-Agdanlin thành lập Little Ardra, còn được gọi là Ajatche, sau này được gọi là Porto Novo (nghĩa đen, "Tân cảng") bởi các thương nhân Bồ Đào Nha (là thủ đô hiện tại của Benin).

## Danh sách các vị vua của Ardra
Tên và Ngày lấy từ African States and Rulers của John Stewart (1989).
1. Aholuho Adja (k. 1440)
2. De Nufion (k. 1445)
3. Djidomingba (k. 1450)
4. Dassu (k. 1458)
5. Dassa (k. 1470)
6. Adjakpa (k. 1475)
7. Yessu (k. 1498)
8. Akonde (k. 1510)
9. Amamu (k. 1520)
10. Agagnon (k. 1530)
11. Agbangba (k. 1540)
12. Hueze (k. 1550)
13. Agbande (k. 1560)
14. Kin-Ha (k. 1580)
15. Mindji (k. 1585)
16. Akolu (k. 1587 – 1590)
17. Kopon (k. 1590 – 1610)
18. Hunungungu (k. 1610 – ?)
19. Lamadje Pokonu (? – k. 1660)
20. Tezifon (k. 1660 – ?)
21. gBagwe (? – ?)
22. De Adjara (? – tháng 3 năm 1724)

Quyền cai trị trực tiếp từ Vương quốc Abomey (tháng 3 năm 1724 - 1742)
1. Mijo (1742 – ?)
2. unknown (? – 1845)
3. Deka (1845 – ?)
4. Ganhwa (? – ?)
5. Gangia Sindje (? – 1879)
6. Gi-gla No-Don Gbé-non Mau (1879 – 4 tháng 2 năm 1894)
7. Gi-gla Gunhu-Hugnon (4 tháng 2 năm 1894 – k. 1898)
8. Djihento (k. 1898 – 15 tháng 12 băn 1923)